# Station Saint-Louis-les Aygalades
Station St-Louis Les Aygalades is een spoorwegstation in de Franse gemeente Marseille.